# Zapfenkeule
Die Zapfenkeule ist ein in Europa gefundenes Artefakt der Steinzeit und tritt nördlich der Mittelgebirge vom Mesolithikum bis ins Neolithikum auf. Im Verhältnis zu Beilen und Dechseln sind Zapfenkeulen und andere Keulen jedoch selten. Entsprechend der Form und dem Grad der Bearbeitung unterscheidet man zwischen Keulen 
- mit und ohne abgesetzten Kopf
- mit und ohne Schäftungskerbe, die der Befestigung am Schaft dient.

Die Zapfenkeulen (dänisch tapkøller) mit Schäftungskerbe (ohne abgesetzten Kopf) stammen aus Nordjütland in Dänemark. Man findet sie in Gewässern, Gräbern und Mooren, nicht jedoch in Siedlungen. Es handelt sich wie bei Äxten, Beilen und anderen Keulenformen um Statussymbole. Anhand vergesellschafteter Feuersteinbeile und verzierter Keramik können sie in die Mittelphase der Trichterbecherkultur (TBK) um 3500 bis 3400 v. Chr. datiert werden. In Schleswig-Holstein ist ein Fund im Schönberger Ortsteil Kalifornien der erste Nachweis überhaupt. Bislang sind nur zwei vollständige Exemplare des Typs (mit abgesetztem Kopf) bekannt.
Der Strandbereich des Schönberger Ortsteils Kalifornien, östlich von Kiel, im Kreis Plön, in Schleswig-Holstein ist für Funde der mittelsteinzeitlichen Ertebølle-Kultur (EBK; 5500–4100 v. Chr. – z. B. T-förmige Geweihaxt) und der jungsteinzeitlichen TBK (4100–2800 v. Chr.) bekannt. 
- Aus der Jungsteinzeit stammt eine 1997 etwa 200 m vom Strand gefundene Felsgesteinaxt. Sie lag im sandigen Boden zwischen großen Steinen in einer Wassertiefe von 3,5 m[1]. Die Doppelaxt aus Diabas vom Typ Fredsgaard stammt aus dem mittleren Abschnitt der Trichterbecherkultur um 3200 v. Chr. und ist in Schleswig-Holstein selten.
- Das kleine, vollständige Feuersteinbeil, das 2007 gefunden wurde, lag auch etwa 200 m vom Strand 4 m tief im Wasser. Es gehört zum dünnnackig-dünnblattigen Typ mit rechteckigem Nacken und datiert in den späten Abschnitt der TBK, um 2800 v. Chr.
- Die 17,7 cm lange, 4,5 cm breite und 2,2 cm dicke Zapfenkeule stammt aus dem Umfeld des geschliffenen Feuersteinbeiles. Offenbar handelt es sich bei der am Fundplatz „Schönberg LA 7“ im Meer vor Kalifornien versenkten Zapfenkeule aus Diabas, wie auch bei den beiden Steinbeilen um geopferte Einzelstücke, da in der Umgebung keine Siedlungsreste bemerkt wurden. Vergleichbare Opfer sind von den Küsten Seelands und Jütlands bekannt.